# Дипразеодимгептаникель
Дипразеодимгептаникель — бинарное неорганическое соединение
празеодима и никеля
с формулой Ni7Pr2,
кристаллы.

## Получение
- Сплавление стехиометрических количеств чистых веществ:

{\displaystyle {\mathsf {2Pr+7Ni\ {\xrightarrow {1100^{o}C}}\ Ni_{7}Pr_{2}}}}

## Физические свойства
Дипразеодимгептаникель образует кристаллы двух полиморфных модификаций:
- гексагональная сингония, пространственная группа P 63/mmc, параметры ячейки a = 0,5015 нм, c = 2,444 нм, Z = 4, структура типа дицерийгептаникеля Ni7Ce2;
- тригональной сингонии, пространственная группа R 3m, параметры ячейки a = 0,5015 нм, c = 3,664 нм, Z = 6, структура типа диэрбийгептакобальта Co7Er2 [1][2][3][4].

Соединение образуется по перитектической реакции при температуре 1100°C(1160°C).